# 馬込第六天神社
馬込第六天神社（まごめだいろくてんじんじゃ）は、埼玉県さいたま市岩槻区の神社。

## 歴史
創建年代は不明である。ただ「大戸の第六天様よりも古い」とされている。江戸時代後期の地誌『新編武蔵風土記稿』にも掲載されていることから、少なくとも江戸時代後期には既に存在していたものと推測される。
「正蔵院」が別当寺であった。正蔵院は天台宗の寺院であったが、明治初期の神仏分離により、廃寺に追い込まれた。
1873年（明治6年）、近代社格制度に基づく「村社」に列せられた。

## 交通アクセス
- 路線バスファミリータウン西停留所より徒歩19分。